# Ocelový město
Ocelový město je název osmého řadového alba písničkářky Radůzy, které oficiálně vyšlo 1. září 2012. Tvoří jej celkem 17 skladeb. Patnáct písniček je autorských, text Žalmu 22 je z Bible, text písničky Mulanje wanga napsal Tawonga Nkhonjera. Na albu se podíleli mimo jiné kytarista Josef Štěpánek, bubeník David Landštof či basista Jan Cidlinský. Kromě tradičního akordeonu hraje Radůza na tomto albu na klavír, kytaru, foukací harmoniku a dudy. Písnička Do mandorly vyšla již na předchozím albu Miluju vás (2010).
Album bylo nominováno na Anděla v kategorii folk & country, ale nominaci neproměnilo.

## Seznam skladeb
1. „Až hory se převalí“ – 5:45
2. „Lvi ještě spí“ – 3:32
3. „Jsou“ – 6:16
4. „O polednách“ – 4:06
5. „Do mandorly“ – 3:23
6. „Smrky“ – 2:53
7. „Odyssea“ – 3:44
8. „Žalm 22“ – 2:56
9. „Ocelový město“ – 5:38
10. „Jsem vlk“ – 4:51
11. „Střípky vitráží“ – 5:34
12. „Hördöm“ – 5:52
13. „Bože, Ty víš“ – 2:47
14. „Mulanje wanga“ – 4:42
15. „Květy protěží“ – 3:18
16. „Vrána k vráně“ – 2:36
17. „Lodivod“ – 5:49

## Nahráli
- Radůza – zpěv, akordeon, akustická kytara, klavír, foukací harmonika, píšťalka, lesní roh, dudy mollové
- Jan Cidlinský – basová kytara, kontrabas, housle
- David Landštof – bicí souprava, cajón
- Josef Štěpánek – elektrická kytara, steel kytara